# Aquilegia formosa
Aquilegia formosa is een overblijvende plant uit de ranonkelfamilie (Ranunculaceae), die inheems is in westelijk Noord-Amerika.

## Naamgeving enetymologie
- Synoniem: Aquilegia canadensis L. subsp. formosa (Fisch. ex DC.) Brühl (1893), Aquilegia canadensis L. var. formosa (Fisch. ex DC.) J.G.Cooper (1860), Aquilegia canadensis L. var. formosa (Fisch. ex DC.) Torr. ex S.Watson (1871)
- Engels: Crimson Columbine, Western Columbine, Red Columbine

## Kenmerken
Aquilegia formosa is een overblijvende, kruidachtige plant, met een tot 80 cm lange bloemstengel. De grondbladeren zijn gesteeld, tot 40 cm lang en dubbel handlobbig tot handdelig, de stengelbladeren zijn kleiner en enkelvoudig.
De bloemen zijn knikkend tot hangend, tot 5 cm lang, vijfdelig en zeer opvallend rood en geel gekleurd. Anatomisch gezien zijn de rode, uitgespreide, ovale tot lancetvormige blaadjes in feite omgevormde kelkbladen. De echte kroonblaadjes zijn de geelrode, ronde, opgerolde blaadjes midden in de bloem, bovenaan voorzien van een recht spoor met bolvormige top. De talrijke meeldraden steken ver buiten de bloem uit.
De plant bloeit van april tot augustus.
Het spoor bevat nectar. De bloem wordt vooral bezocht en bestoven door pijlstaartvlinders en door kolibries.

## Habitaten verspreiding
De plant groeit voornamelijk op vochtige plaatsen, zoals rivieroevers, in Chaparral (laag, groenblijvend eikenbos), gemengde loofbossen en naaldbossen. Zijn verspreidingsgebied is beperkt tot het westen van Noord-Amerika, van Alaska in het noorden tot Baja California in het zuiden, oostelijk tot Montana en Wyoming.

## Gebruik en economisch belang
De bloemen zijn eetbaar en smaken zoet, doch de zaden en de meeste delen van de plant bevatten giftige blauwzuurglycosiden
... · 
A. alpina (Alpenakelei) · 
A. atrata (Donkere akelei) · 
A. bernardii · 
A. bertolonii · 
A. einseleana · 
A. formosa · 
A. olympica · 
A. pyrenaica (Pyrenese akelei) · 
A. vulgaris (Wilde akelei) · ...